# Eleição presidencial nos Estados Unidos em 1976
A eleição presidencial dos Estados Unidos de 1976 foi a quadragésima-oitava eleição presidencial do país. O presidente anterior Richard Nixon foi eleito em 1968 e reeleito em 1972. Para garantir sua reeleição, ele ordenou escutas telefônicas e roubos nos escritórios do Partido Democrata no Complexo Watergate em 17 de junho de 1972. O escândalo levou a renúncia de Nixon e seu vice, Spiro Agnew. O republicano Gerald Ford foi indicado à vice-presidência com a renúncia de Spiro, e logo, sucedeu Nixon na presidência em 1974. Esta eleição foi a primeira após a renúncia de Nixon, na sequência do Caso Watergate. O presidente Gerald Ford foi prejudicado por uma situação de estagnação econômica e pagou o preço político pelo perdão concedido a Nixon logo após a sua renúncia. Carter concorreu descomprometido com o sistema político de Washington  e conseguiu tornar-se no presidente oriundo do chamado "Deep South" ('sul profundo') desde a eleição de 1848. A disputa contou também com Eugene McCarthy como candidato independente.

## Processo eleitoral
A partir de 1832, os candidatos para presidente e vice passaram a ser escolhidos através das convenções partidárias, cabendo aos delegados dos partidos, escolhidos como representantes de cada Estado, indicar o  candidato do partido. Os eleitores gerais elegem outros "eleitores" que formam o Colégio Eleitoral. A quantidade de "eleitores" por Estado varia de acordo com o contingente populacional de cada Estado. Em quase todos os Estados, o vencedor do voto popular leva todos os votos do Colégio Eleitoral.

## Indicações partidárias

### Partido Democrata

#### Galeria dos candidatos que disputaram a nomeação Democrata

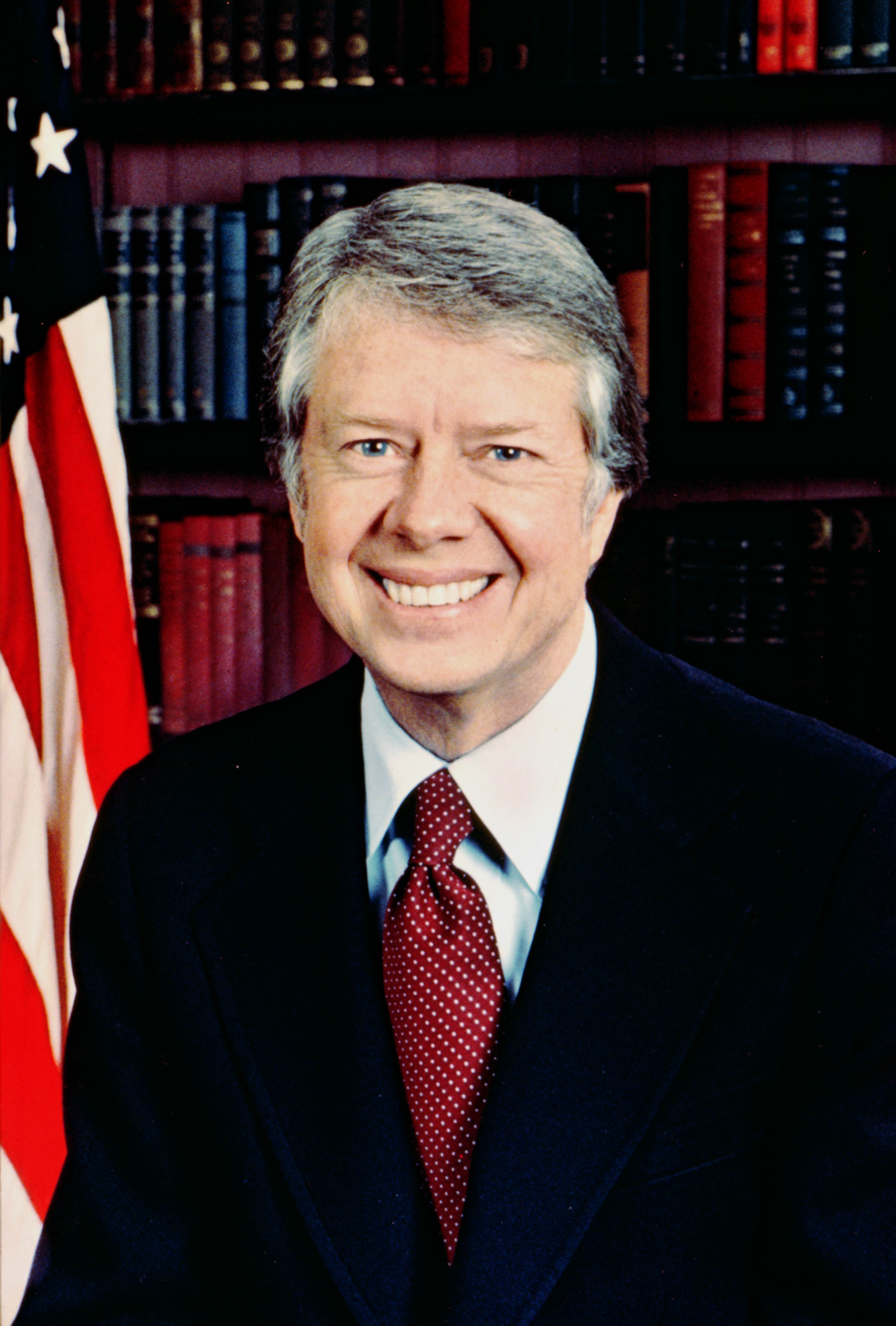
Ex-governador Jimmy Carter da Geórgia
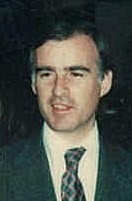
Governador Jerry Brown da Califórnia
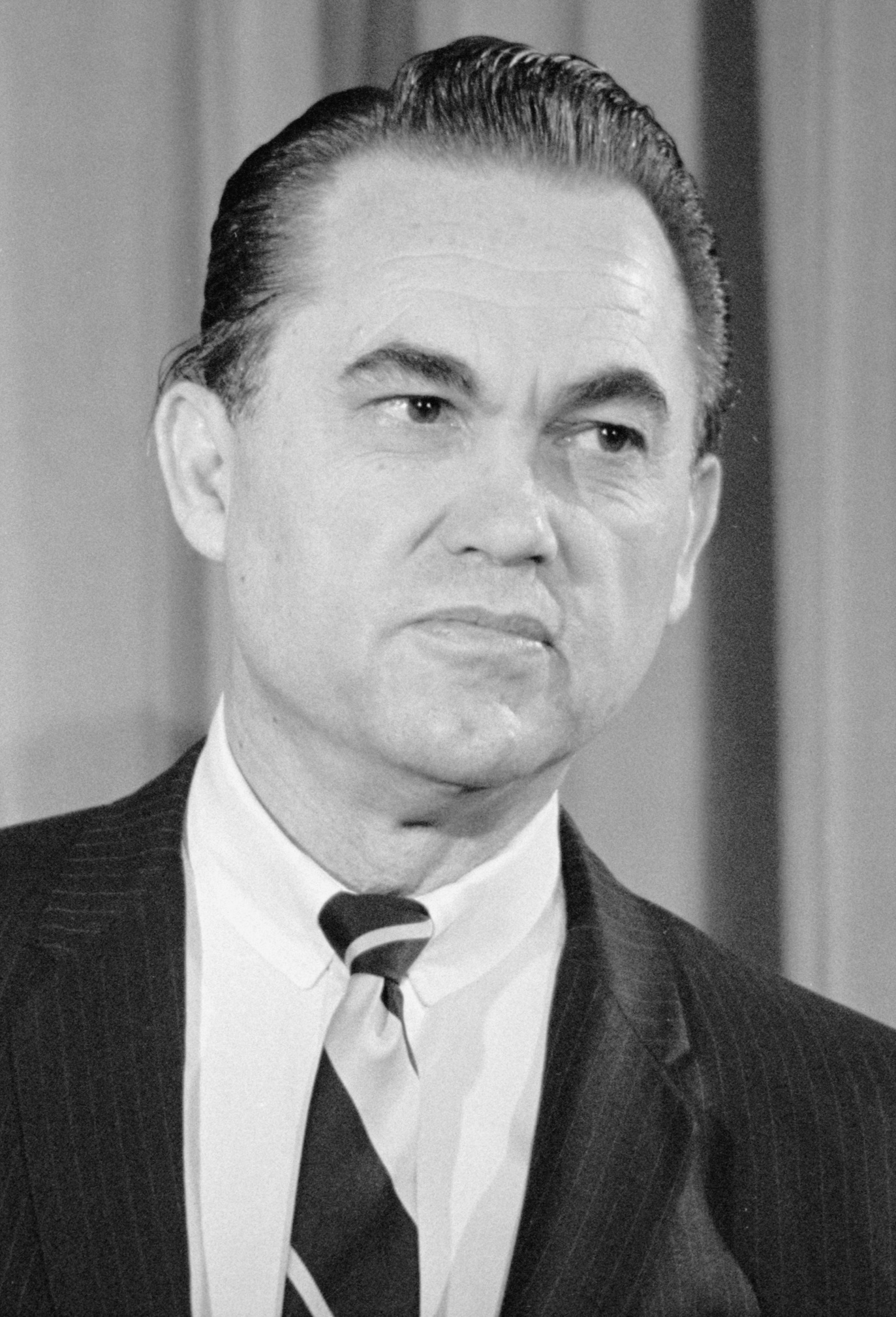
Governador George Wallace do Alabama
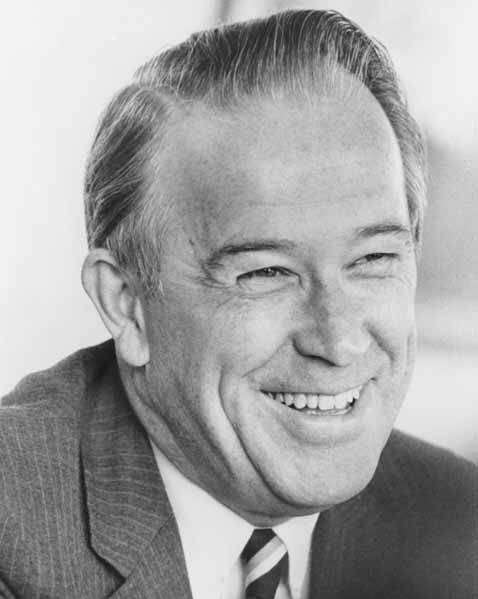
Senador Henry M. Jackson de Washington
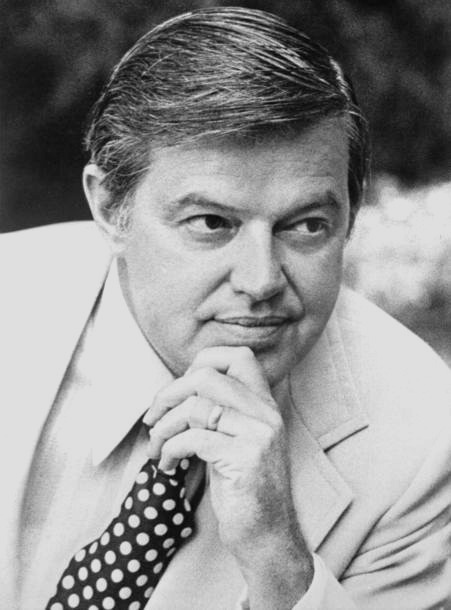
Senador Frank Church de Idaho
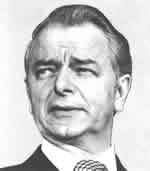
Senador Robert Byrd da Virgínia Ocidental
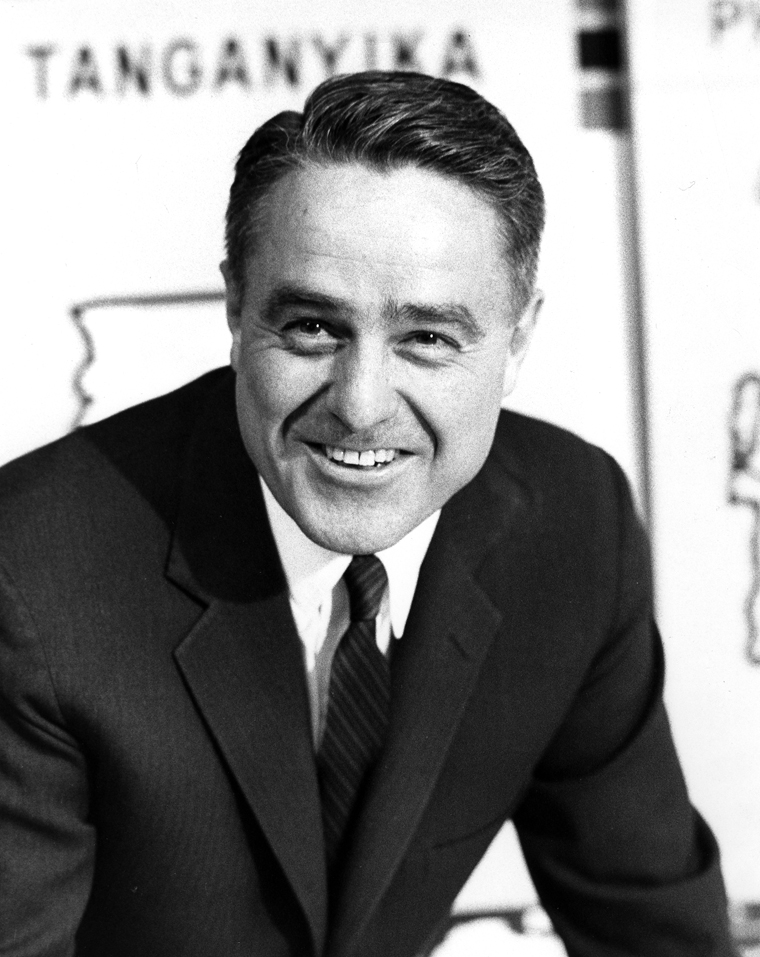
Ex-embaixador na França Sargent Shriver de Maryland
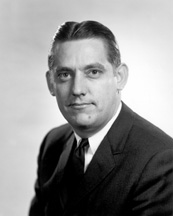
Ex-senador Fred Harris do Oklahoma
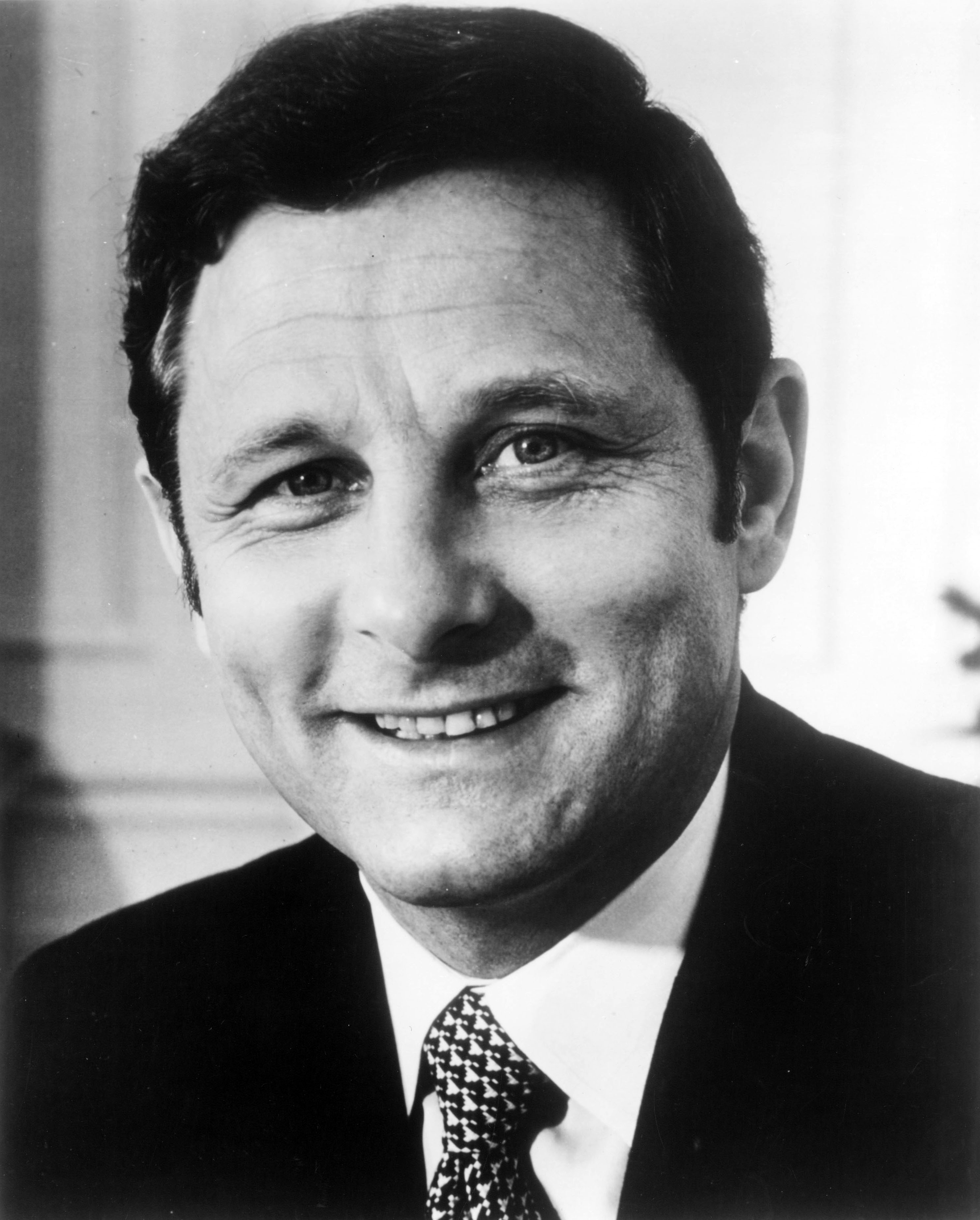
Senador Birch Bayh da Indiana
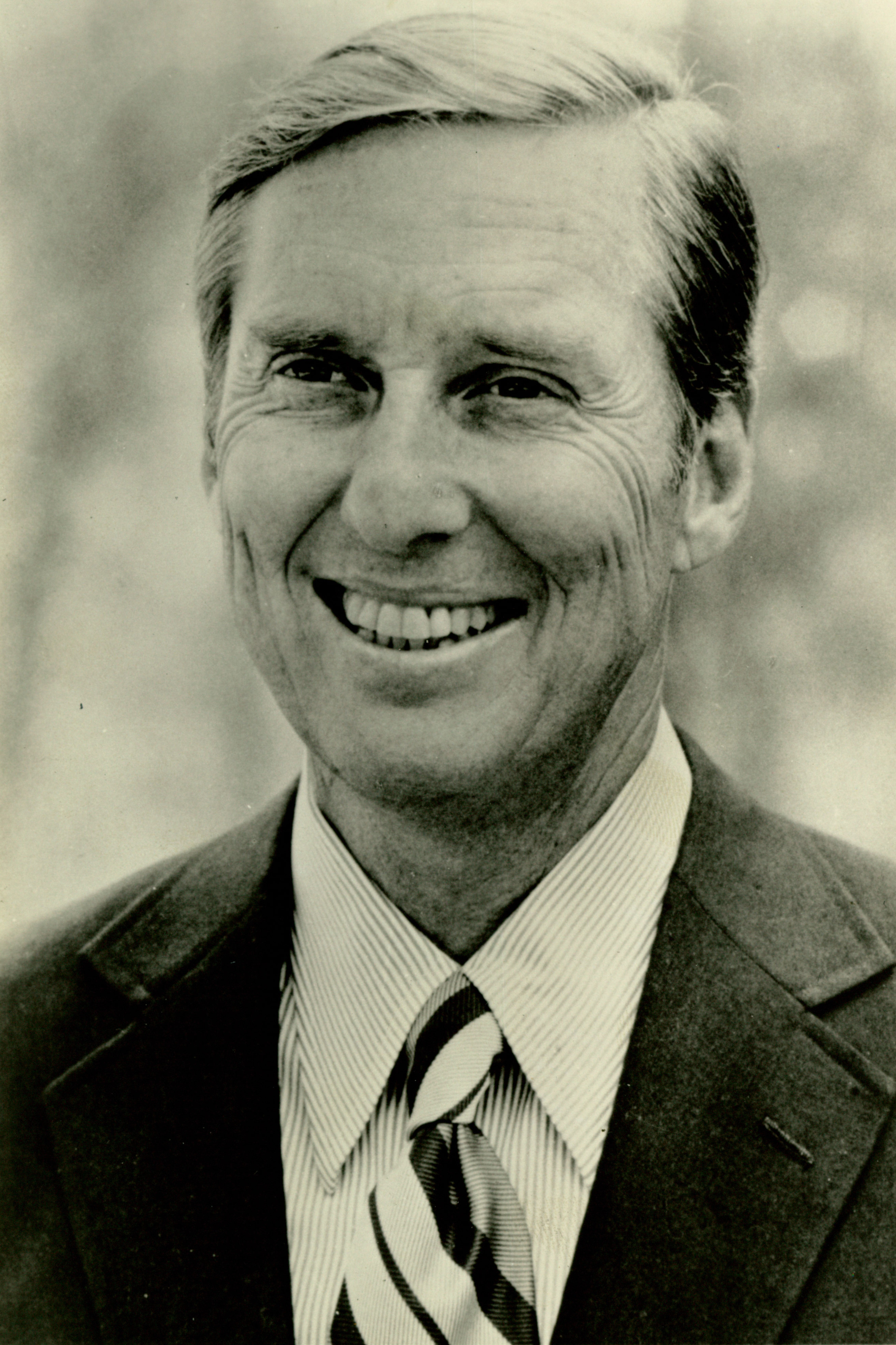
Senador Lloyd Bentsen do Texas
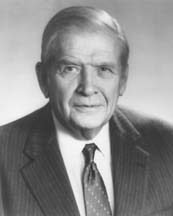
Ex-governador Terry Sanford da Carolina do Sul

O vencedor da indicação presidencial Democrata de 1976 foi Jimmy Carter, um senador e ex-governador da Geórgia. Quando as primárias começaram, Carter era relativamente desconhecido a nível nacional, e muitos analistas políticos consideraram que outros candidatos mais conhecidos, como o senador Henry M. Jackson de Washington, o governador do Alabama George Wallace, e o governador da Califórnia Jerry Brown, como os favoritos para a nomeação. No entanto, na esteira do escândalo Watergate, Carter percebeu que seu status em Washington, como político centrista, e reformador moderado, poderia lhe dar uma vantagem sobre seus rivais mais conhecidos. Carter também aproveitou o número recorde de primárias e caucuses estaduais em 1976 para eliminar seus rivais mais conhecidos um a um. Em junho de 1976 ele tinha conseguido mais delegados o suficientemente para ganhar a nomeação democrata. Na Convenção Nacional Democrata de 1976, Carter venceu com facilidade a nomeação no primeiro escrutínio, e ele escolheu o senador de Minnesota Walter Mondale, um liberal e político protegido por Hubert Humphrey, como seu companheiro de chapa.

### Partido Republicano

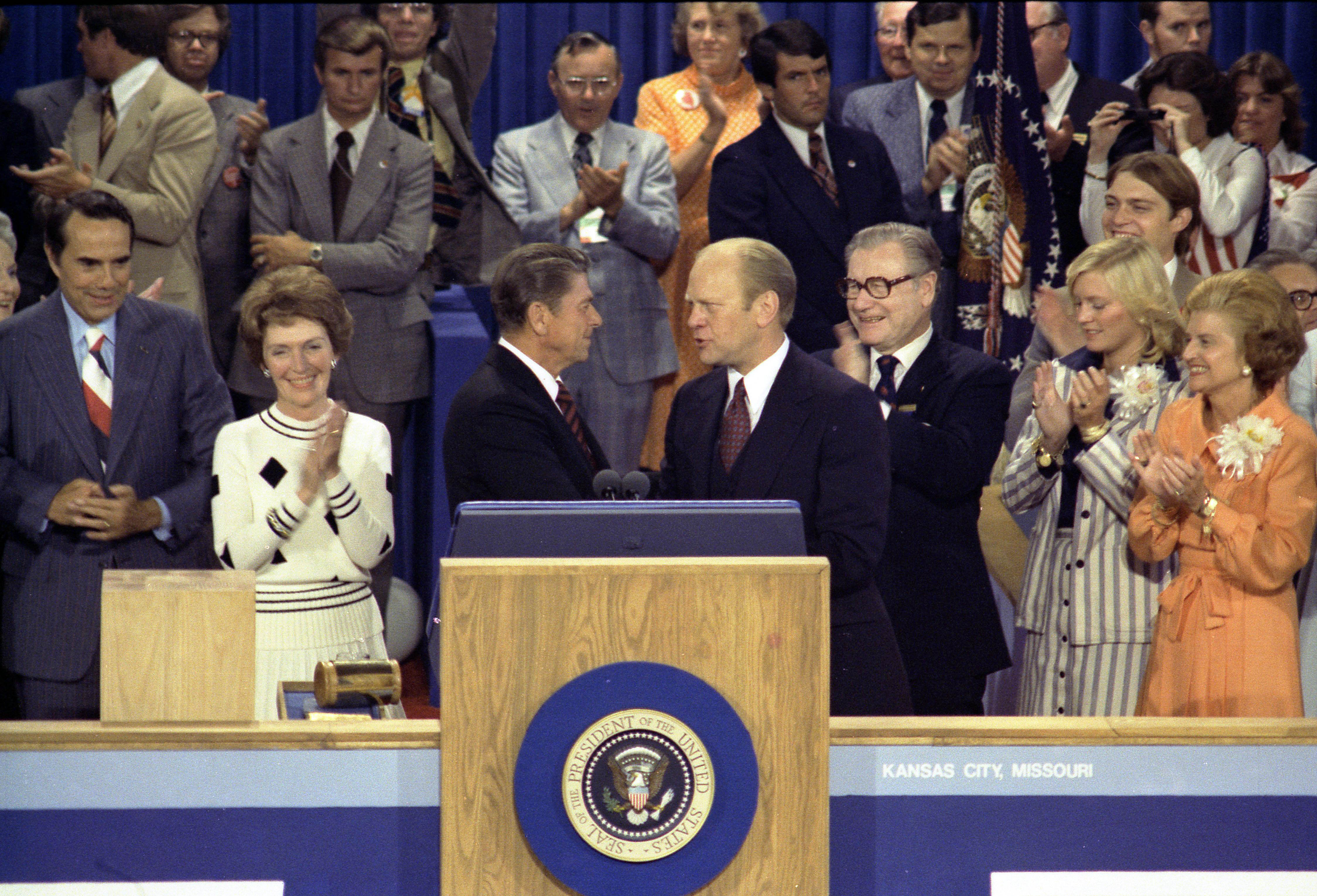
Convenção Nacional Republicana em 1976 no Kansas City. O candidato vice-presidencial Bob Dole, está na esquerda, em seguida, Nancy Reagan, Ronald Reagan está no centro apertando as mãos com o presidente Gerald Ford, o vice-presidente Nelson Rockefeller a direita, seguido por Susan Ford e a primeira-dama Betty Ford.

#### Galeria dos candidatos que disputaram a nomeação Republicana

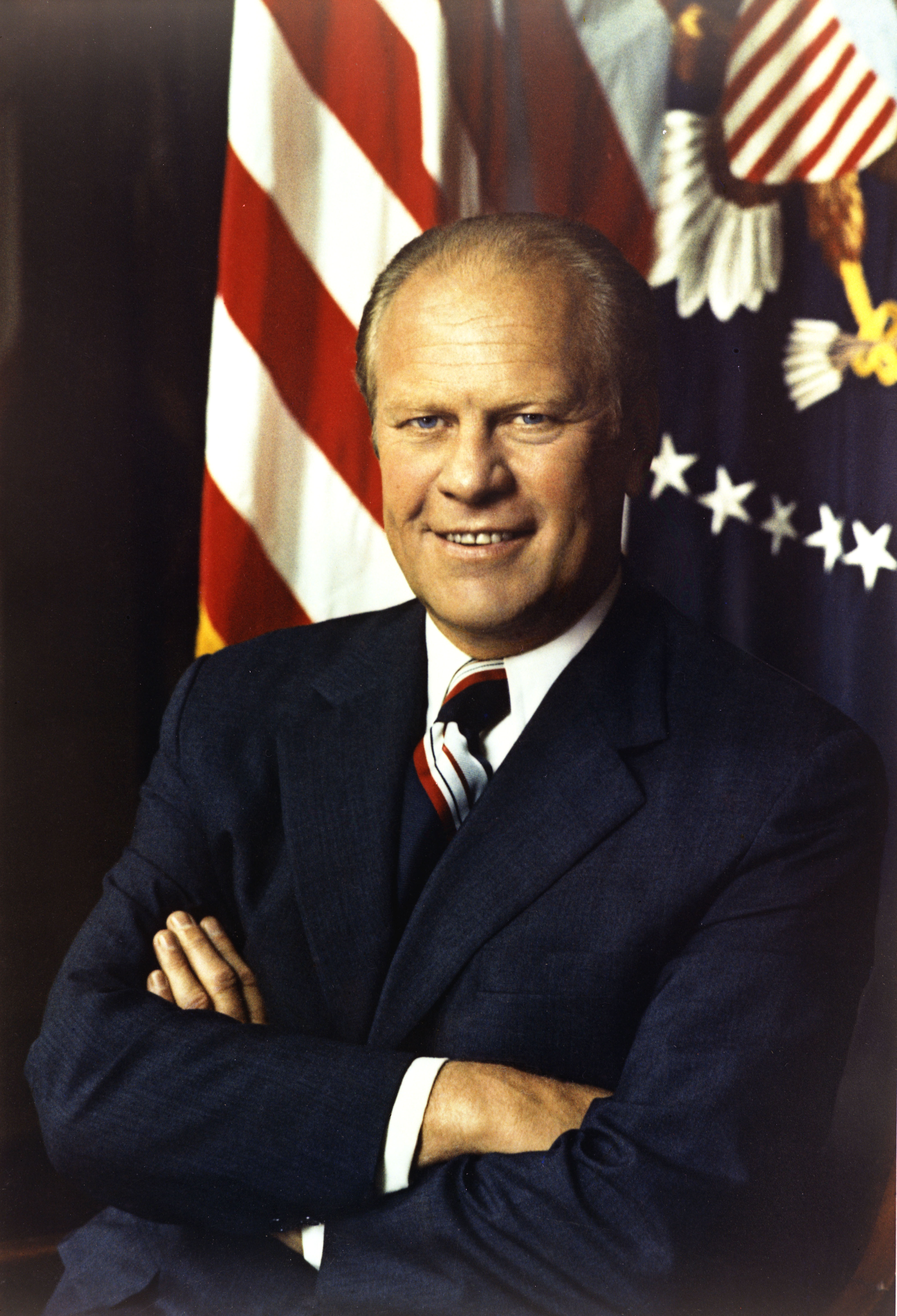
Presidente Gerald Ford de Michigan
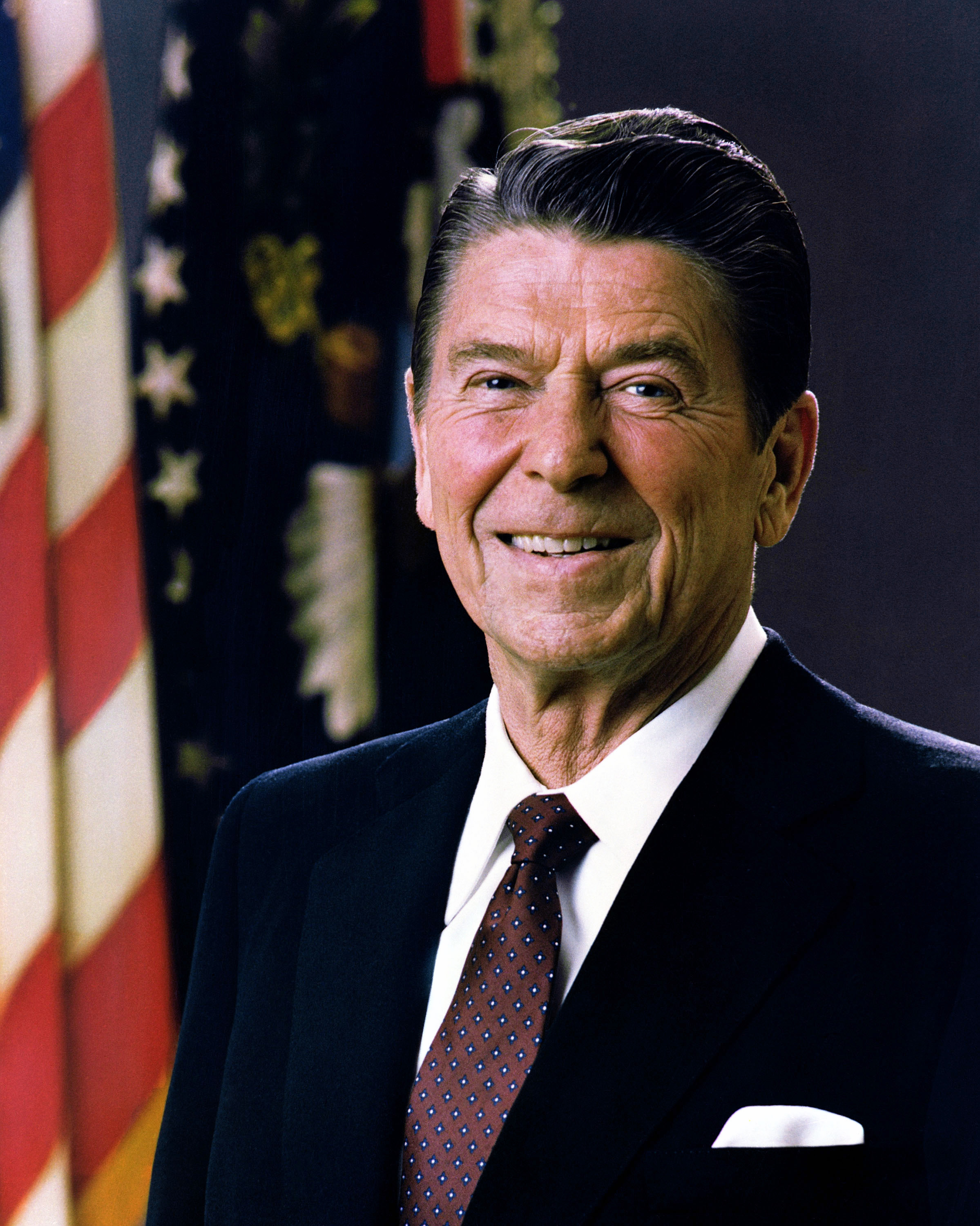
Ex-governador Ronald Reagan da Califórnia

A disputa pela indicação presidencial do Partido Republicano em 1976, foi entre dois candidatos sérios: Gerald Ford, o líder da ala moderada do Partido Republicano e presidente em exercício, de Michigan, e Ronald Reagan, o líder da ala conservadora do Partido Republicano e ex-governador da Califórnia. A campanha presidencial primária entre os dois foi muito disputada e relativamente uniforme. Ford venceu Reagan por uma estreita margem no primeiro escrutínio na Convenção Nacional Republicana em 1976 em Kansas City, e escolheu o senador Robert Dole, de Kansas como seu companheiro de chapa.

## Campanha

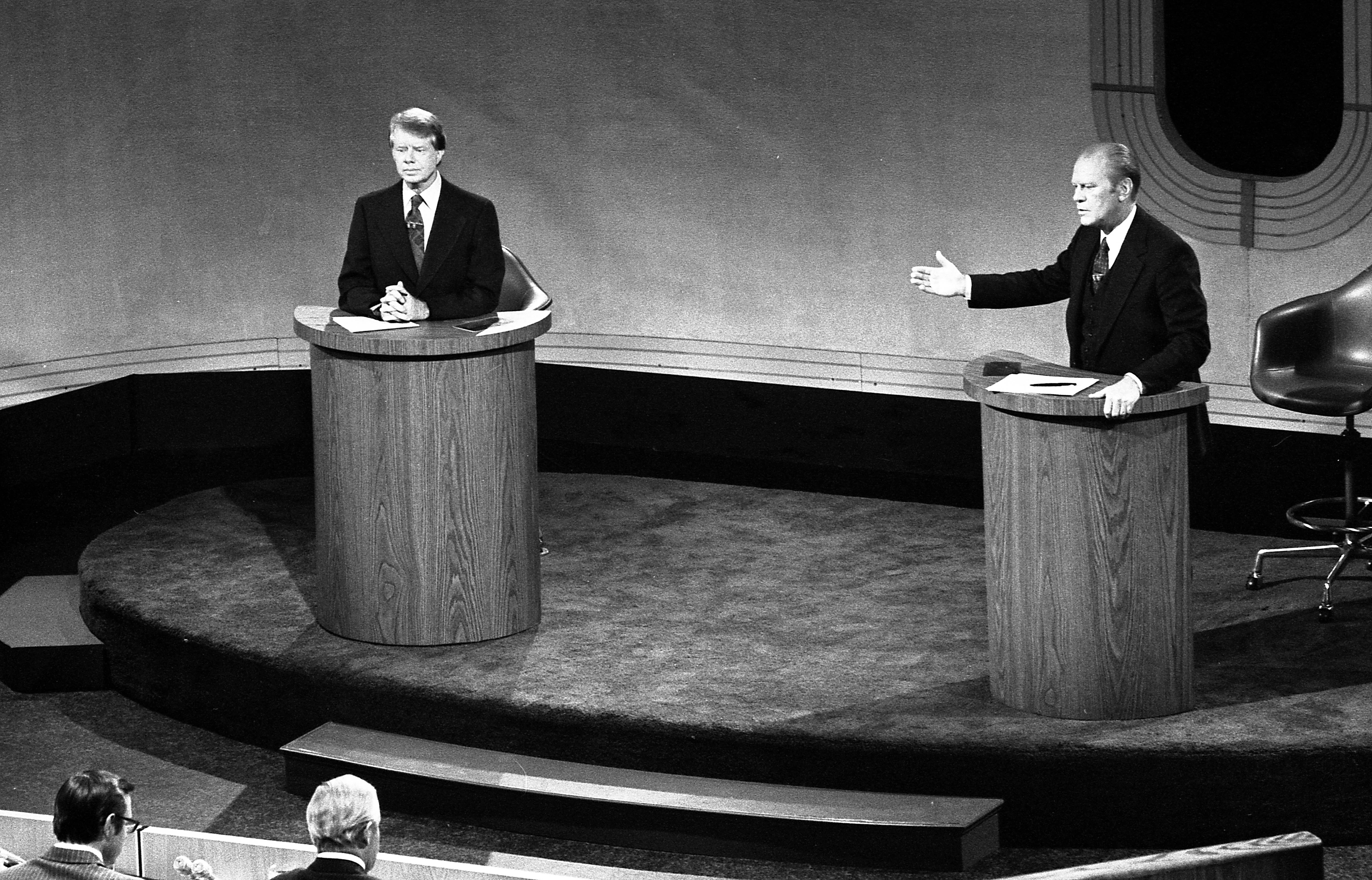
Jimmy Carter e Gerald Ford em debate político na Filadélfia em 23 de setembro de 1976.

Uma das vantagens foi a de que Ford assegurou sua campanha sobre Carter, já que a campanha das eleições gerais havia começado, e como presidente, ele teve o privilégio de presidir eventos como o Bicentenário dos Estados Unidos, o que muitas vezes resultaram em publicidade favorável para a Ford. Na queima de fogos em Washington DC no Dia da Independência (4 de julho) foi presidida pelo Presidente e apareceu na televisão nacional. Em 7 de julho de 1976, o presidente e a primeira-dama serviram como anfitriões em um jantar de Estado na Casa Branca para a rainha Elizabeth II e o príncipe Filipe do Reino Unido, que foi televisionado pela rede Public Broadcasting Service (PBS). Estes eventos faziam parte da estratégia "Rose Garden" de Ford para ganhar a eleição, em vez de aparecer como um típico político, Ford se apresentou como um "líder testado", no qual se ocupou cumprindo o papel de líder nacional e Chefe do Executivo.
Jimmy Carter concorreu como um reformista que "não era viciado" em escândalos políticos em Washington, no qual muitos eleitores encontraram-o como um candidato interessante no rastro do escândalo Watergate, que levou à renúncia do presidente Richard Nixon. Embora Ford pessoalmente não estivesse relacionado com o caso Watergate, ele foi visto por muitos como demasiadamente muito perto da desacreditada administração Nixon, especialmente depois de Ford concedeu o indulto presidencial a Nixon por qualquer crime que possa ter cometido durante seu mandato. A anistia de Nixon causou a popularidade dele, medida por pesquisas de opinião pública. A recusa de Ford em explicar publicamente as suas razões para perdoar Nixon (ele iria fazer isso vários anos mais tarde), também prejudicou sua imagem. Seu filho, Jack Ford, deu uma entrevista em 1976, no qual afirmou que seu pai achava que ele "(não) tinha que provar nada" sobre o perdão de Nixon e, portanto, não se sentem compelidos a falar sobre isso.

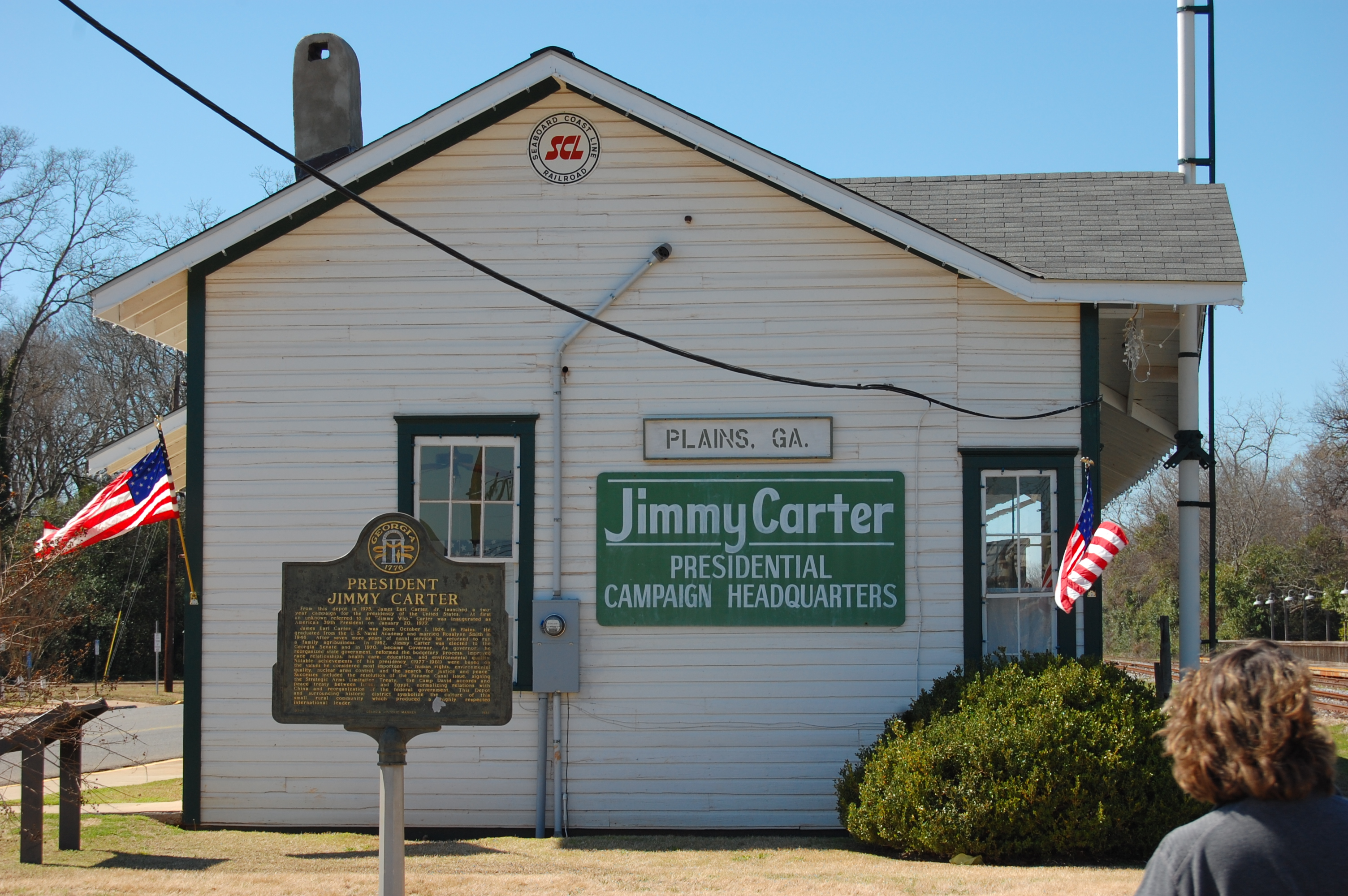
Escritório de campanha de Carter em Plains no estado da Geórgia.

Após a Convenção Nacional Democrata, Carter tinha uma vantagem de 33 pontos sobre Ford nas pesquisas. No entanto, como a campanha continuou, a corrida presidencial foi muito apertada. Durante a campanha, a revista Playboy publicou uma entrevista polêmica com Carter, na qual, Carter admitiu ter "cobiçado no meu coração" outras mulheres no lugar de sua esposa, o que cortou o seu apoio entre as mulheres e os cristãos evangélicos. Além disso, em 23 de setembro, Ford teve um bom desempenho no que foi o primeiro debate televisionado presidencial desde 1960. As pesquisas feitas após o debate mostraram que a maioria dos espectadores sentiram que Ford seria o vencedor. Carter também foi ferido por acusações de Ford, em que ele não tinha a experiência necessária para ser um líder nacionalmente eficaz, e que Carter foi vago sobre muitos assuntos.

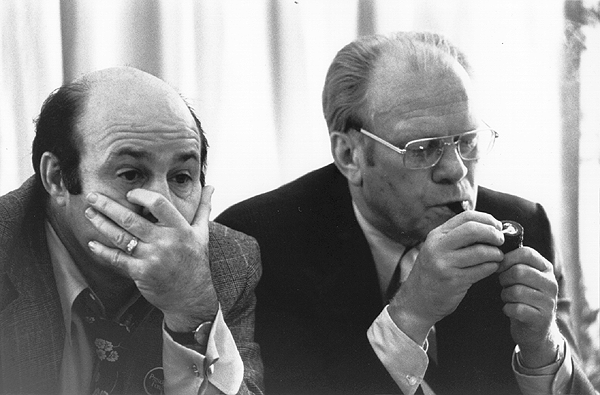
Gerald Ford (direita) assistindo com Joe Garagiola a apuração da eleição. Neste momento, Ford havia perdido o Texas para Carter.

No entanto, Ford também cometeu um grande erro que encerrou a sua glória. Durante o segundo debate presidencial em 6 de outubro, Ford errou quando ele afirmou que "não há dominação Soviética no Leste Europeu e nunca haverá sob a administração de Ford". Ele acrescentou que não "acredita que os poloneses consideram-se dominados pela União Soviética", e fez a mesma afirmação em relação à Iugoslávia e a Romênia. Ford se recusou a retirar a sua declaração por quase uma semana após o debate. Neoconservadores, que estavam se tornando cada vez mais anti-soviéticos, ficaram horrorizados. Combinado com a promessa de Carter de uma anistia para todos os adversários da Guerra do Vietnã e os refugiados, Carter foi capaz de manter uma pequena vantagem nas pesquisas.

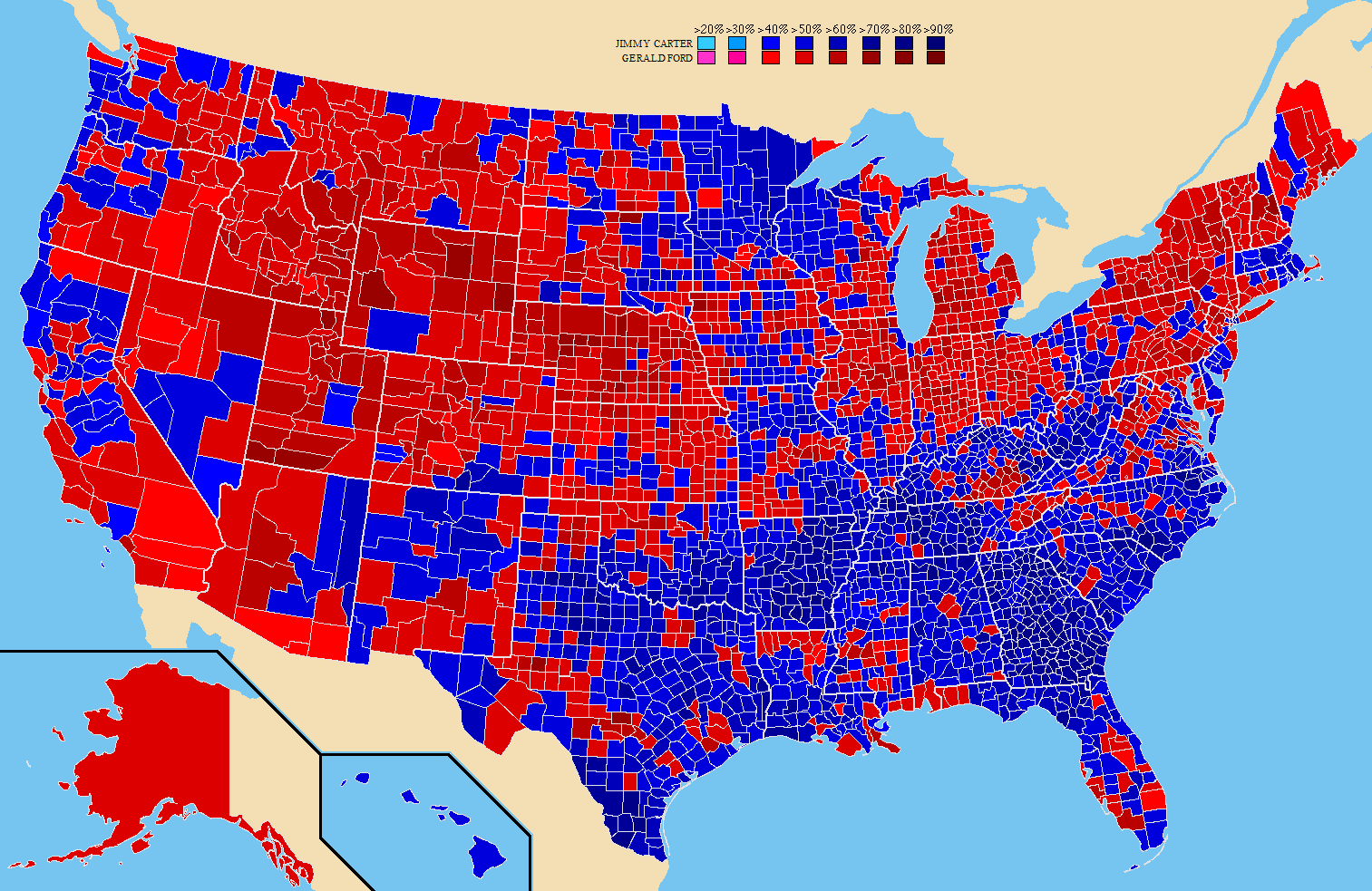
Resultados por condados:
Jimmy Carter
Gerald Ford

Um debate vice-presidencial entre Robert Dole (Bob) e Walter Mondale também prejudicou a chapa republicana, quando Dole afirmou que os presidentes democratas tinham despreparo militar no qual foram responsáveis por todas as guerras dos Estados Unidos em que lutaram no século XX. Dole, em seguida, apontou que o número de baixas dos EUA nas "guerras dos democratas" foi aproximadamente igual à população de Detroit. Muitos eleitores sentiram que a crítica Dole foi injustamente cruel e que ele se fez parecer ter uma certa frieza. Um fator que ajudou Ford nos últimos dias da campanha, foi uma série de aparições na televisão popular com Joe Garagiola, Sr., uma estrela de baseball aposentado pelo St. Louis Cardinals e um locutor conhecido pela NBC Sports. Garagiola e Ford apareceram em uma série de shows em várias grandes cidades. Durante os shows, Garagiola fazia perguntas à Ford sobre sua vida e as crenças de forma que estes eram informais, descontraídos, e despreocupados. Ford e Garagiola obviamente gostavam da companhia de um pelo outro, e eles continuaram amigos depois da eleição terminar.

## Resultados
| Resultado geral da eleição presidencial dos Estados Unidos de 1976 | Resultado geral da eleição presidencial dos Estados Unidos de 1976 | Resultado geral da eleição presidencial dos Estados Unidos de 1976 | Resultado geral da eleição presidencial dos Estados Unidos de 1976 | Resultado geral da eleição presidencial dos Estados Unidos de 1976 | Resultado geral da eleição presidencial dos Estados Unidos de 1976 | Resultado geral da eleição presidencial dos Estados Unidos de 1976 | Resultado geral da eleição presidencial dos Estados Unidos de 1976 | Resultado geral da eleição presidencial dos Estados Unidos de 1976 | Resultado geral da eleição presidencial dos Estados Unidos de 1976 |
| Candidato presidencial                                             | Partido                                                            | Estado de origem                                                   | Voto popular                                                       | Voto popular                                                       | Colégio Eleitoral                                                  | Colégio Eleitoral                                                  | Running mate                                                       | Running mate                                                       | Running mate                                                       |
| Candidato presidencial                                             | Partido                                                            | Estado de origem                                                   | Votos                                                              | %                                                                  | Votos                                                              | %                                                                  | Candidato vice-presidencial                                        | Estado de origem                                                   | Colégio Eleitoral                                                  |
| ------------------------------------------------------------------ | ------------------------------------------------------------------ | ------------------------------------------------------------------ | ------------------------------------------------------------------ | ------------------------------------------------------------------ | ------------------------------------------------------------------ | ------------------------------------------------------------------ | ------------------------------------------------------------------ | ------------------------------------------------------------------ | ------------------------------------------------------------------ |
| Jimmy Carter                                                       | Partido Democrata (Democratic Party)                               | Geórgia                                                            | 40.831.881                                                         | 50,08%                                                             | 297                                                                | 55,2%                                                              | Walter Mondale                                                     | Minnesota                                                          | 297                                                                |
| Gerald Ford                                                        | Partido Republicano (Republican Party)                             | Nebraska                                                           | 39.148.634                                                         | 48,02%                                                             | 240                                                                | 44,6%                                                              | Bob Dole                                                           | Kansas                                                             | 241                                                                |
| Ronald Reagan                                                      | Partido Republicano (Republican Party) Independente                | Califórnia                                                         | —(a)                                                               | —(a)                                                               | —(a)                                                               | —(a)                                                               | Bob Dole                                                           | Kansas                                                             | 241                                                                |
| Eugene McCarthy                                                    | Independente                                                       | Minnesota                                                          | 740.460                                                            | 0,91%                                                              | 0                                                                  | 0%                                                                 | —(b)                                                               | —(b)                                                               | —(b)                                                               |
| Roger MacBride                                                     | Partido Libertário (Libertain Party)                               | Nova Iorque                                                        | 172.553                                                            | 0,21%                                                              | 0                                                                  | 0%                                                                 | David Bergland                                                     | Califórnia                                                         | 0                                                                  |
| Outros                                                             | Outros                                                             | Outros                                                             | 638.056                                                            | 0,78%                                                              | 0                                                                  | 0%                                                                 | Outros                                                             | Outros                                                             | 0                                                                  |
| Total                                                              | Total                                                              | Total                                                              | 81.531.584                                                         | 100%                                                               | 538                                                                |                                                                    |                                                                    |                                                                    | 538                                                                |
| Votos minímos do Colégio Eleitoral de que se precisa para vencer   | Votos minímos do Colégio Eleitoral de que se precisa para vencer   | Votos minímos do Colégio Eleitoral de que se precisa para vencer   | Votos minímos do Colégio Eleitoral de que se precisa para vencer   | Votos minímos do Colégio Eleitoral de que se precisa para vencer   | 270                                                                |                                                                    |                                                                    |                                                                    | 270                                                                |

Fonte - Voto popular: Colégio Eleitoral: 
(a) Mike Padden, um eleitor infiel republicano, votou em Ronald Reagan para presidente.
(b) O running mate de McCarthy variou de estado para estado